# Boleslav IV. Lehnický
Boleslav IV. Lehnický (polsky Bolesław IV legnicki, † 3./4. března 1394) byl lehnický kníže pocházející z rodu slezských Piastovců.

## Život
Byl třetím ze čtyř synů lehnického knížete Václava a Anny, dcery těšínského knížete Kazimíra I. Záhy osiřel a společně s bratry se dostal do regentské péče strýce Ludvíka. Jeho otec po sobě zanechal značné dluhy, zemřel v exkomunikaci a jeho přáním bylo, aby se mladší synové věnovali církevní kariéře. Roku 1365 získal Boleslav od císaře Karla IV. bohatou prebendu v diecézi krakovské a vratislavské a o sedm let později, v prosinci 1372 společně s bratry svými spoluvládci podepsal dohodu o nedělitelnosti knížectví. Reálnou moc držel nejstarší Ruprecht.
Roku 1373 se Boleslav rozhodl opustit církevní kariéru a přestal se zajímat o lehnické knížectví. Zůstal na císařském dvoře, účastnil se politického dění své doby a roku 1378 byl jedním z průvodců Karla IV. na cestě do Francie. V době císařovy smrti patřil k výrazným postavám užšího dvora mladého Václava IV.
Zemřel bez potomků v březnu 1394 při turnaji a byl pohřben v rodové nekropoli v kostele Božího hrobu v Lehnici.